# Eyelis
eyelis（アイリス）は、日本の音楽ユニット。サウンドクリエイターの川崎里実・増田武史・前口渉により結成された。2012年5月30日にCDデビュー。ユニットとしてはアニメソングを手掛けるが、メンバー個人としてはジャニーズ事務所所属アーティストなどのJ-POPの楽曲も手掛けている。eyelisは、eye（目）とlisten（聴く）の造語である。

## メンバー
川崎里実 （かわさき さとみ）
ボーカル／キーボード
1985年10月24日生まれ。
血液型：A型
作曲／編曲家。
代表作は、中川かのん「らぶこーる」「桜色卒業」（作曲）、Oratorio The World God Only Knows「A Whole New World God Only Knows」（作曲）、桂ヒナギク「Tiny Star」「クリスマスの少年」（作曲）他 多数
増田武史 （ますだ たけし）
ボーカル／ギター
9月9日生まれ。
作曲／編曲家。
代表作は、桂ヒナギク「本日、満開ワタシ色!」（編曲）、可憐Girl's「Over The Future」（編曲）、可憐GUY's「Break+Your+Destiny」（編曲）、中川かのん「LOVE KANON」（編曲）他 多数
前口渉 （まえぐち わたる）
ストリングス／ギター
6月29日生まれ。
石川県出身。
作曲／編曲家。
代表作は、Oratorio The World God Only Knows「God only knows」（作曲・編曲）、神のみぞ知り隊「コイノシルシ」「アイノヨカン」（編曲）、中川かのん「桜色卒業」「ハッピークレセント」（編曲）、可憐Girl's「MY WINGS」（作曲・編曲）、水蓮寺ルカ「僕ら、駆け行く空へ」（編曲）、井口裕香「Grow Slowly」「stand still」（楽曲プロデュース協力）他 多数

## 楽曲

### シングル
| 枚  | リリース       | タイトル                   | 規格品番   | 規格品番   | オリコン 最高位 |
| 枚  | リリース       | タイトル                   | CD+DVD     | CD         | オリコン 最高位 |
| --- | -------------- | -------------------------- | ---------- | ---------- | --------------- |
| 1st | 2012年11月14日 | CAN'T TAKE MY EYES OFF YOU |            | GNCA-0251  | 39位            |
| 2nd | 2012年12月19日 | ヒカリノキセキ/未来への扉  | GNCA-0195  | GNCA-0196  | 45位            |
| 3rd | 2013年1月30日  | OUTLAWS                    |            | GNCA-0272  | 78位            |
| 4th | 2015年8月19日  | 絆にのせて                 | 1000572327 | 51位       |                 |
| 5th | 2016年2月3日   | ページ〜君と綴る物語〜     | 1000590449 | 1000590450 | 38位            |

### アルバム
| 枚     | リリース      | タイトル       | 規格品番   | 規格品番   | オリコン 最高位 |
| 枚     | リリース      | タイトル       | 特典CD付盤 | 通常盤     | オリコン 最高位 |
| ------ | ------------- | -------------- | ---------- | ---------- | --------------- |
| カバー | 2012年5月30日 | PRE-PRODUCTION |            | GNCA-1325  | 157位           |
| 1st    | 2016年5月18日 | crescendo      | 1000597873 | 1000597874 | 87位            |

### その他
- レンタル専用CD「ハヤテのごとく! CAN'T TAKE MY EYES OFF YOU」SPECIAL SAMPLER DISCに「CAN'T TAKE MY EYES OFF YOU」収録。

### タイアップ
| 曲名                                | タイアップ                                                                   |
| ----------------------------------- | ---------------------------------------------------------------------------- |
| CAN'T TAKE MY EYES OFF YOU          | テレビアニメ『ハヤテのごとく! CAN'T TAKE MY EYES OFF YOU』オープニングテーマ |
| CAN'T TAKE MY EYES OFF YOU(Reprise) | テレビアニメ『ハヤテのごとく! CAN'T TAKE MY EYES OFF YOU』挿入歌             |
| ヒカリノキセキ                      | OVA『神のみぞ知るセカイ 天理篇』前篇「再会」主題歌                           |
| 未来への扉                          | OVA『神のみぞ知るセカイ 天理篇』後篇「邂逅」主題歌                           |
| OUTLAWS                             | テレビアニメ『THE UNLIMITED 兵部京介』エンディングテーマ                     |
| 空の涯て                            | テレビアニメ『THE UNLIMITED 兵部京介』挿入歌                                 |
| 絆にのせて                          | テレビアニメ『赤髪の白雪姫』エンディングテーマ                               |
| ページ〜君と綴る物語〜              | テレビアニメ『赤髪の白雪姫』エンディングテーマ                               |
| 銀世界                              | OVA『赤髪の白雪姫』エンディングテーマ                                        |

## メディア

### 書籍・雑誌
- DTMマガジン 2012年7月号 「島崎流」に増田武史&前口 渉×島崎貴光の対談が掲載。
- オトナアニメ Vol.26 インタビュー記事掲載。
- リスアニ! Vol.10.1 別冊キャラクター・ソング インタビュー記事掲載。